# Markus Saur
Markus Saur (* 1974 in Eschwege) ist ein deutscher evangelischer Theologe. Er ist Inhaber des Lehrstuhls für Exegese und Theologie des Alten Testaments an der Evangelisch-Theologischen Fakultät der Rheinischen Friedrich-Wilhelms-Universität Bonn.

## Leben
Nach dem Abitur 1993 und dem Studium der evangelischen Theologie an der Universität Erlangen-Nürnberg (1993–1996), an der Faculté de Théologie Protestante de Montpellier (1996–1997) und der evangelischen Theologie, Philosophie und Alten Geschichte an der Universität Kiel (1997–1999) legte er 1999 die Erste Theologische Prüfung bei der Evangelischen Kirche von Kurhessen-Waldeck ab. Von 1993 bis 1999 war Saur Stipendiat der Studienstiftung des deutschen Volkes. Von 2000 bis 2002 war er Stipendiat der Deutschen Forschungsgemeinschaft im Rahmen des Graduiertenkollegs „Religion und Normativität“ an der Universität Heidelberg. 
Von 2002 bis 2007 war Saur Assistent für Altes Testament an der Theologischen Fakultät der Universität Basel. Nach der Promotion 2003 zum Dr. theol. in Erlangen-Nürnberg (Doktorvater Hans-Christoph Schmitt) und der Habilitation 2007 für das Fach Altes Testament in Basel (Betreuer Hans-Peter Mathys) war er von 2007 bis 2009 Akademischer Rat für Althebräisch an der Universität Erlangen-Nürnberg. Von 2009 bis 2017 war er Professor für Theologie- und Literaturgeschichte des Alten Testaments und Biblisch-Orientalische Sprachen an der Theologischen Fakultät der Universität Kiel. Seit 2017 ist er Professor für Exegese und Theologie des Alten Testaments an der Evangelisch-Theologischen Fakultät in Bonn. 2018 forschte er als Senior Fellow am Alfried Krupp Wissenschaftskolleg Greifswald.
Seine Arbeitsschwerpunkte sind alttestamentliche Weisheitsliteratur, Psalmen- und Psalterforschung, alttestamentliche Prophetie, insbesondere das Ezechielbuch und Kulturkontakte zwischen dem alten Israel und Phönizien im 1. Jahrtausend v. Chr.